# Nur jedem das Seine
Nur jedem das Seine (BWV 163) ist eine Kirchenkantate von Johann Sebastian Bach. Er komponierte sie in Weimar für den 23. Sonntag nach Trinitatis.

## Geschichte und Text
Am 2. März 1714 wurde Johann Sebastian Bach zum Konzertmeister des Weimarer Hoforchesters ernannt. Damit war die Pflicht verbunden, „monatlich neüe Stücke auff[zu]führen“, insbesondere Kantaten für die Hofgottesdienste in der Schlosskirche.
Bach komponierte die Kantate 1715 für den 23. Sonntag nach Trinitatis. Das Werk war Teil von Bachs 1714 begonnenem Zyklus von monatlichen geistlichen Kantaten für den Weimarer Hof und das erste Stück, das nach einer mehrmonatigen Trauerzeit um Prinz Johann Ernst aufgeführt wurde. Der Text entstammt Salomon Francks Jahrgang Evangelisches Andachts-Opfer von 1715 und nimmt Bezug auf das Matthäus-Evangelium (Matthäus 22,14–22 ). Auf die Fangfrage der Pharisäer, ob es rechtens sei, dem Kaiser Steuern zu zahlen, antwortete Jesus: „Gebt dem Kaiser, was des Kaisers ist, und Gott, was Gottes ist!“ Franck, der auch für das Münzkabinett am Weimarer Hof verantwortlich war, begann mit einer Paraphrase dieser Antwort und verwendete mehrere Anspielungen auf Geld und Gold. Im Libretto werden die irdischen Autoritäten nicht als weise Obrigkeit gepriesen, sondern als unabänderliches Übel dargestellt, mit dem es in einer Welt der Auskunftspflichten und Rechnungslegungen zu leben gilt.
Franck nahm als sechsten und letzten Satz dieser Kantate eine Strophe aus einer Hymne von Johann Heermann auf, nach dem gedruckten Libretto die letzte Strophe von Wo soll ich fliehen hin (1630). Da nur der Generalbass erhalten geblieben ist, ergaben neuere Forschungen, dass Bach möglicherweise stattdessen eine Strophe aus Heermanns Meinen Jesum laß ich nicht mit einer Melodie nutzte, die er schon instrumental in Satz 5 verwendete und die zur Generalbassstimme passte.
Bach dirigierte die Uraufführung am 24. November 1715. Über eine spätere Aufführung in Leipzig ist nichts bekannt, aber der Bachforscher Christoph Wolff schreibt: „Man kann mit Sicherheit davon ausgehen, dass es [wiederbelebt] wurde.“

## Besetzung und Aufbau
Die Kantate ist in sechs Sätze gegliedert, beginnend mit einer Arie für Tenor, gefolgt von einem Rezitativ und einer Arie für Bass. Darauf folgen ein Rezitativ und ein Duett, je für Sopran und Alt. Am Schluss erklingt ein vierstimmiger Choral. Wie mehrere andere Kantaten nach Texten von Franck ist sie für ein kleines Barock-Kammerensemble, hier bestehend aus zwei Violinen, einer Bratsche, zwei obligaten Violoncelli und Basso continuo, geschrieben.
1. Arie (Tenor): Nur jedem das Seine
2. Rezitativ (Bass): Du bist, mein Gott, der Geber aller Gaben
3. Arie (Bass): Lass mein Herz die Münze sein
4. Rezitativ Duett (Sopran, Alt): Ich wollte dir
5. Arie Duett (Sopran, Alt): Nimm mich mir und gib mich dir
6. Choral: Führ auch mein Herz und Sinn

## Musik
Die Eröffnungsarie des Tenors basiert auf einer Paraphrase von „So gebt dem Kaiser, was dem Kaiser gehört“. Diese Arie beinhaltet ein ungewöhnliches Ritornell, in dem die Streicher ein vom Generalbass eingeführtes Motiv spielen, das sich dann mehrmals durch alle Stimmen wiederholt. Der Satz ist eine Da-Capo-Arie, die Dualismus und Verschuldung betont. Craig Smith bemerkte, dass es „in seiner metrischen Beharrlichkeit fast akademisch sei“.
Das Bassrezitativ Du bist mein Gott, der Geber aller Gaben, ein Secco-Rezitativ, wird als „opernhaft in seiner Intensität und den subtilen Anpassungen des Charakters“ beschrieben. Es beginnt mit einem fröhlichen Gebet der Dankbarkeit für alles, was Gott gibt und geht dann zu einem Dilemma über: Was kann der Mensch als Gegenleistung anbieten, da alles, was er hat, sowieso von Gott ist? Die bittere und eifernde Musik zeigt, dass auch die geistliche „Münze“ des Herzensopfers falsch werden kann, wenn darauf ein satanisches Götzenbild prangt. Bemerkenswert ist der „aggressive, sogar kämpferische“ Schluss des Rezitatives.
Wohl einzigartig in Bachs Kantatenschaffen wird bei der folgenden Bass-Arie Lass mein Herz die Münze sein die Singstimme von zwei obligaten Violoncelli begleitet. Das Ergebnis ist eine Arie von außergewöhnlicher Fülle und Sanftheit. Zusammen mit Vokalbass und Continuo bilden die Celli ein Bassquartett, wobei die tiefe Lage sämtlicher Stimmen auf den inwendigen Charakter dieses Vorgangs „Lass mein Herz“ im „Bergwerk“, also im Inneren der eigenen Seele, verweist. Immer wieder wird im Vokalbass durch Tonwiederholungen und Oktavsprung das Hämmern nachgeahmt, mit dem die neue Münze geprägt werden soll. Der Vokalpart ist dreigliedrig und wird von einem Ritornell umrahmt. Bach interessierte sich auch für Münzen und Edelmetalle. John Eliot Gardiner, der die Bach Cantata Pilgrimage (Bach-Kantaten-Pilgerreise) im Jahr 2000 ins Leben rief, kommentiert, dass Bach „ein nicht zu überhörendes Bild von zwei Münzpolierern bei der Arbeit heraufbeschwört, eine Art Hexenmeister des 18. Jahrhunderts, der seinen Lehrling antreibt“, und bemerkt, dass „zwei Celli in gegenläufiger Bewegung mit großen Intervallsprüngen hin und her polieren“. Der Dirigent Craig Smith vergleicht die dunkle Grundstimmung mit dem „Abstieg in die Erde“ in Wagners Das Rheingold.
Das Rezitativ Ich wollte dir, o Gott, das Herze gerne geben ist ein streng imitatorisch-kanonisches Duett von Sopran und Alt. Immer wieder wechselt die mehrteilige Form vom Rezitativ zum Arioso. Die fünf Abschnitte orientieren sich eng an Text und Stimmung. Dieser vierte Satz, mit seinem rezitativischen Dialog zweier sich abwechselnder Stimmen, zeigt die Experimentierfreudigkeit des jungen Bach.
Er mündet in ein flehendes, mystisches Duett für Sopran und Alt, ein „Liebesduett“, das in der Schlichtheit der antiphonalen Liebesbekundungen laut dem Musikwissenschaftler Julian Mincham denen im Schlusssatz von Monteverdis Krönung der Poppea nicht unähnlich ist. Dort waren die Liebeserklärungen fleischlich und an den Anderen gerichtet; hier sind sie geistlich und an Gott gerichtet. Es gibt in beiden Werken eine zutiefst menschliche emotionale Qualität, die durch die Einfachheit des musikalischen Ausdrucks noch verstärkt wird. Dieses Stück ist typisch für Bachs Weimarer Zeit. Der Minimalismus, mit dem der 5. Satz beginnt, ist jedoch irreführend. Im Hintergrund spielen die Streicher unisono den Choral Meinen Jesum lass ich nicht. Damit wird die schon vom Rezitativ vorgegebene und in der Arie konsequent weitergeführte imitatorische Setzweise zusätzlich überhöht. Wie üblich arbeitet Bach hier auf mehreren Ebenen. Die Leidenschaft, sich Gott hinzugeben und seinen Willen zu erfüllen, wird durch den unerbittlichen Achtelbass und die Interaktionen der Gesangsstimmen zum Ausdruck gebracht. Alle sechs Verszeilen des bekannten Chorals liegen über der dreiteiligen Stimmführung von Sopran, Alt und Continuo, und Bach konnte davon ausgehen, dass seine Gemeinde den Refrain „… ich verlasse meinen Jesus nicht“ erkennt.
Der Schlusssatz, möglicherweise Führ auch mein Herz und Sinn, ist eine vierstimmige Choralvertonung die mit „Chorale in semplice stylo“ bezeichnet ist; allerdings ist nur der in der Partitur notierte Generalbass erhalten. Während im Libretto eine Strophe aus Heermanns Wo soll ich fliehen hin nach einer Melodie von Christian Friedrich Witt verwendet werden sollte, stellte der Bachforscher Andreas Glöckner fest, dass die Generalbassstimme mit der Melodie des vorangegangenen Satzes übereinstimmt, die in einem von Witt herausgegebenen Gesangbuch erschienen ist.